# Metalldampffieber
Metalldampffieber, Zinkfieber, Gieß- oder Gießerfieber war für wenigstens ein Jahrhundert lang die übliche Bezeichnung für ein anfangs nicht recht erklärbares abendliches Unwohlsein mit schüttelfrostähnlicher Komponente, das Arbeiter befiel, die in Messinggießereien, früher auch als Gelbgießereien bezeichnet, gearbeitet hatten. Sofern die Messingschmelze, besonders zum Gießzeitpunkt und bei Temperaturen oberhalb 900 °C, nicht durch eine Abdeckung der Schmelzbadoberfläche geschützt wurde, trat ab 907 °C dampfförmiges Zink aus der Messinglegierung aus, das sich sofort mit Luftsauerstoff zu Zinkoxid verband und die Arbeitsplätze am Ofen und in der meist benachbarten Sandformerei „vernebelte“.
Zinkfieber wurde als lästig, aber unvermeidlich empfunden, über nachhaltige Gesundheitsschädigungen wurde nichts berichtet. Der Gebrauch einer einfachen Atemschutzmaske setzte sich zudem mit der Zeit durch und reduzierte die Zink-Belastung der Gießer.
Die Stunden bis wenige Tage anhaltenden, mit einem grippalen Infekt vergleichbaren Symptome (Fieber, Krankheitsgefühl, Beschwerden im Bereich der Atemwege) werden heute bei Inhalation metalloxidhaltiger Aerosole (Dämpfe oder Rauch) beobachtet, so beim Lichtbogenschweißen (Kupfer, Zink) und Arbeiten mit Cadmium, Magnesium oder Chrom. Da – außer beim giftigen und krebsauslösenden Cadmium – keine bleibenden Schäden zu erwarten sind, handelt es sich um ein arbeitsmedizinisch relevantes Beschwerdebild, aber keine entschädigungspflichtige Berufskrankheit.